# Daniël van Straaten
Daniël van Straaten (Nijmegen, 25 juli 1985) is een Nederlands voormalig voetballer die als middenvelder speelde. Hij speelde het merendeel van zijn carrière voor Achilles '29. 

## Carrière

### Jeugd
Van Straaten begon zijn carrière bij Union uit Malden. Na enkele jaren benaderde N.E.C. de middenvelder en Van Straaten vertrok naar de jeugdopleiding van de Nijmegenaren. Toen de voor zijn leeftijd nog kleine Van Straaten na vier jaar werd toegezegd geen kans meer te hebben bij N.E.C. ging hij terug naar Union. De succesvolle amateurclub De Treffers had interesse in Van Straaten en bood hem de kans op een grotere uitdaging.

### Juliana '31
Na twee jaar vertrok Van Straaten als A-junior weer uit Groesbeek en ging hij weer voetballen in Malden, maar ditmaal bij Juliana '31. Hier kwam hij in de selectie en maakte hij de opmars van de Broeklanders van de derde naar de hoofdklasse mee. In 2009 werd Van Straaten aanvoerder van Juliana in het debuutseizoen in de Topklasse na het vertrek van Twan Smits naar mede-hoofdklasser Achilles '29. In 2010 vertrok Van Straaten na een sterk seizoen bij Juliana naar Groesbeek, achter Smits aan, naar Achilles '29. De Witzwarten promoveerden in dat jaar, net als De Treffers, naar de nieuwgevormde Topklasse.

### Achilles '29
In zijn eerste seizoen begon Van Straaten onder Eric Meijers bijna alle wedstrijden als basisspeler. In zijn debuutseizoen, waarin Achilles op de tweede plaats eindigde achter FC Oss, scoorde Van Straaten vijf competitiedoelpunten. Zijn eerste doelpunt scoorde hij op 26 september 2010 in het 1-1 gelijkspel tegen JVC Cuijk. Ook scoorde de Nijmegenaar op 8 mei 2011 het enige doelpunt in de derby tegen zijn oude club De Treffers. Wel wist Van Straaten met zijn nieuwe club meteen twee prijzen te winnen: de regionale Districtsbeker Oost en de landelijke KNVB beker voor amateurs.
Als bekerwinnaar mocht Van Straaten met zijn club aantreden tegen landskampioen IJsselmeervogels in de strijd om de Super Cup amateurs. De wedstrijd op De Westmaat werd met 2-1 gewonnen. Van Straaten scoorde in deze wedstrijd het openingsdoelpunt voor de Groesbekers. Van Straaten wist tien keer te scoren in de Topklasse van het volgende seizoen, waarin de Groesbekers, met de afwezigheid van FC Oss of een andere club uit het betaald voetbal, met overmacht kampioen wisten te worden. Ook in de strijd om het algemeen landskampioenschap was Achilles oppermachtig, Spakenburg werd met 3-0 en 2-0 verslagen. In deze wedstrijden wist Van Straaten niet te scoren. In de KNVB bekerwedstrijd tegen zijn oude club N.E.C. wisten de Groesbekers geen vuist te maken (3-0).
In zijn derde seizoen bij Achilles '29 won Van Straaten opnieuw de Super Cup voor amateurs, nadat er met 2-1 van Leonidas werd gewonnen. In het hieropvolgende Topklasse-seizoen, waarin Achilles opnieuw met overmacht kampioen werd, scoorde Van Straaten negen treffers in 29 wedstrijden. De strijd om het landskampioenschap eindigde ditmaal echter in mineur: de terugwedstrijd tegen Katwijk ging met 3-0 verloren nadat de heenwedstrijd in 0-0 eindigde. Ondanks het verloren kampioenschap mochten de Witzwarten promoveren naar de Jupiler League. In de bekerwedstrijd tegen Spakenburg had Van Straaten een hoofdrol. Met twee treffers en een assist in de 4-0-overwinning op de regerend zaterdagkampioen bracht Van Straaten zijn club naar de volgende ronde, waar titelverdediger en latere finalist PSV met 2-3 nipt te sterk was.
Door een blessure aan de meniscus moest Van Straaten in juli 2013 geopereerd worden. Dit was zijn eerste (grote) blessure sinds zijn overstap naar Achilles '29. Hierdoor miste hij de gehele voorbereiding en het debuut van Achilles in de Eerste Divisie. Zelf debuteerde Van Straaten als invaller tegen het Helmond Sport (2-3) van Eric Meijers op 30 augustus 2013. Drie dagen later mocht de Maldenaar opnieuw invallen en ditmaal wist Van Straaten zijn invallers zelfs te belonen met het enige doelpunt van de wedstrijd, waardoor de uitwedstrijd tegen FC Oss (0-1) de eerste overwinning in het profvoetbal werd voor Achilles '29. Op 21 september 2013 (MVV Maastricht, 0-2) begon Van Straaten na vier maanden weer als basisspeler aan een competitiewedstrijd. Een week later opende hij op bezoek bij FC Den Bosch (0-2 winst) de score. Ook tegen FC Eindhoven (3-1 verlies) wist de Nijmegenaar te scoren. In de laatste wedstrijd van het kalenderjaar, in De Grolsch Veste tegen Jong FC Twente (4-0 verlies), raakte Van Straaten zwaar geblesseerd en moest hij per brancard het veld verlaten. Op 8 januari 2014 werd bekend dat hij pas in februari geopereerd zou worden en dat hij de rest van het seizoen zeker uitgeschakeld is. Op 14 april 2015, toen hij nog altijd aan het revalideren was, maakte de club bekend zijn aflopende contract met een jaar te verlengen. Gedurende het seizoen 2014/15 kwam hij ook niet meer in actie.

### De Treffers en terugkeer Juliana '31
Nadat zijn contract medio 2016 afliep, verruilde Van Straaten Achilles '29 voor plaatsgenoot De Treffers dat in het seizoen 2016/17 in de Tweede divisie uitkomt. In 2017 keerde Van Straaten terug bij Juliana '31. Hij stopte na het seizoen 2017/18.

## Statistieken
| Seizoen                     | Club           | Land           | Competitie       | Competitie | Competitie | Beker | Beker | Totaal | Totaal |
| Seizoen                     | Club           | Land           | Competitie       | Wed.       | Dlp.       | Wed.  | Dlp.  | Wed.   | Dlp.   |
| --------------------------- | -------------- | -------------- | ---------------- | ---------- | ---------- | ----- | ----- | ------ | ------ |
| 2010/11                     | Achilles '29   | Nederland      | Topklasse Zondag | 29         | 5          | 4     | 1     | 33     | 6      |
| 2011/12                     | Achilles '29   | Nederland      | Topklasse Zondag | 30         | 10         | 4     | 0     | 34     | 10     |
| 2012/13                     | Achilles '29   | Nederland      | Topklasse Zondag | 31         | 9          | 2     | 2     | 33     | 11     |
| 2013/14                     | Achilles '29   | Nederland      | Eerste divisie   | 18         | 3          | 2     | 1     | 20     | 4      |
| 2014/15                     | Achilles '29   | Nederland      | Eerste divisie   | 0          | 0          | 0     | 0     | 0      | 0      |
| 2015/16                     | Achilles '29   | Nederland      | Eerste divisie   | 21         | 0          | 2     | 1     | 22     | 1      |
| Carrièretotaal              | Carrièretotaal | Carrièretotaal | Carrièretotaal   | 129        | 27         | 14    | 5     | 143    | 32     |
| Bijgewerkt op 30 april 2016 |                |                |                  |            |            |       |       |        |        |

## Erelijst
Juliana '31
- Eerste Klasse Zondag: 2009

 Achilles '29
- Topklasse Zondag: 2012, 2013
- Algemeen amateurkampioenschap: 2012
- Districtsbeker Oost: 2011
- KNVB beker voor amateurs: 2011
- Super Cup amateurs: 2011, 2012
- Gelders sportploeg van het jaar: 2012, 2013